# Gresham's School

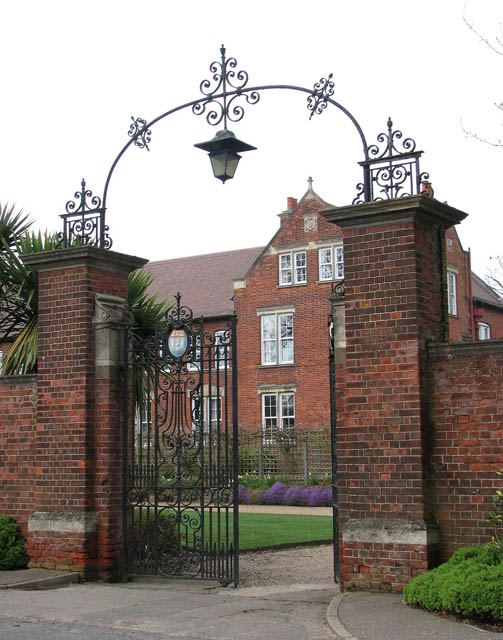
Cancello scolastico

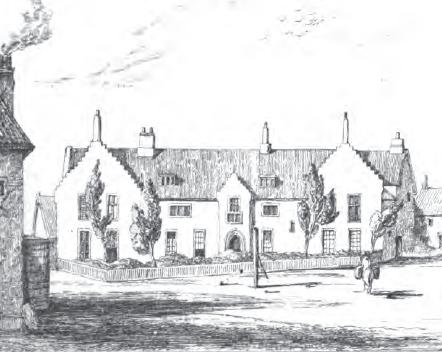
Old School House, Gresham's School, 1838

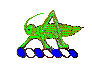
La cavalletta di Gresham

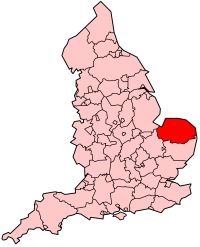
Contea di Norfolk

Gresham's School, nel Norfolk, è una famosa e prestigiosa scuola superiore privata del Regno Unito.
La scuola (all'inizio esclusivamente maschile) fu costruita per volere di Sir John Gresham nel 1555.
Oggi la scuola conta circa 730 studenti, d'età compresa tra i 8 e i 18 anni.
Le materie oggetto di studio sono varie e spaziano dal campo umanistico a quello classico e scientifico: lingue straniere moderne (francese, russo, tedesco, spagnolo, giapponese), latino, greco, storia, matematica, biologia, chimica, fisica, informatica, geografia, storia dell'arte, economia.
Ampio risalto viene dato anche alle attività extra-curriculari, come drammatizzazione, navigazione, musica e sport.